# 亞美尼亞國內的反阿塞拜疆情緒

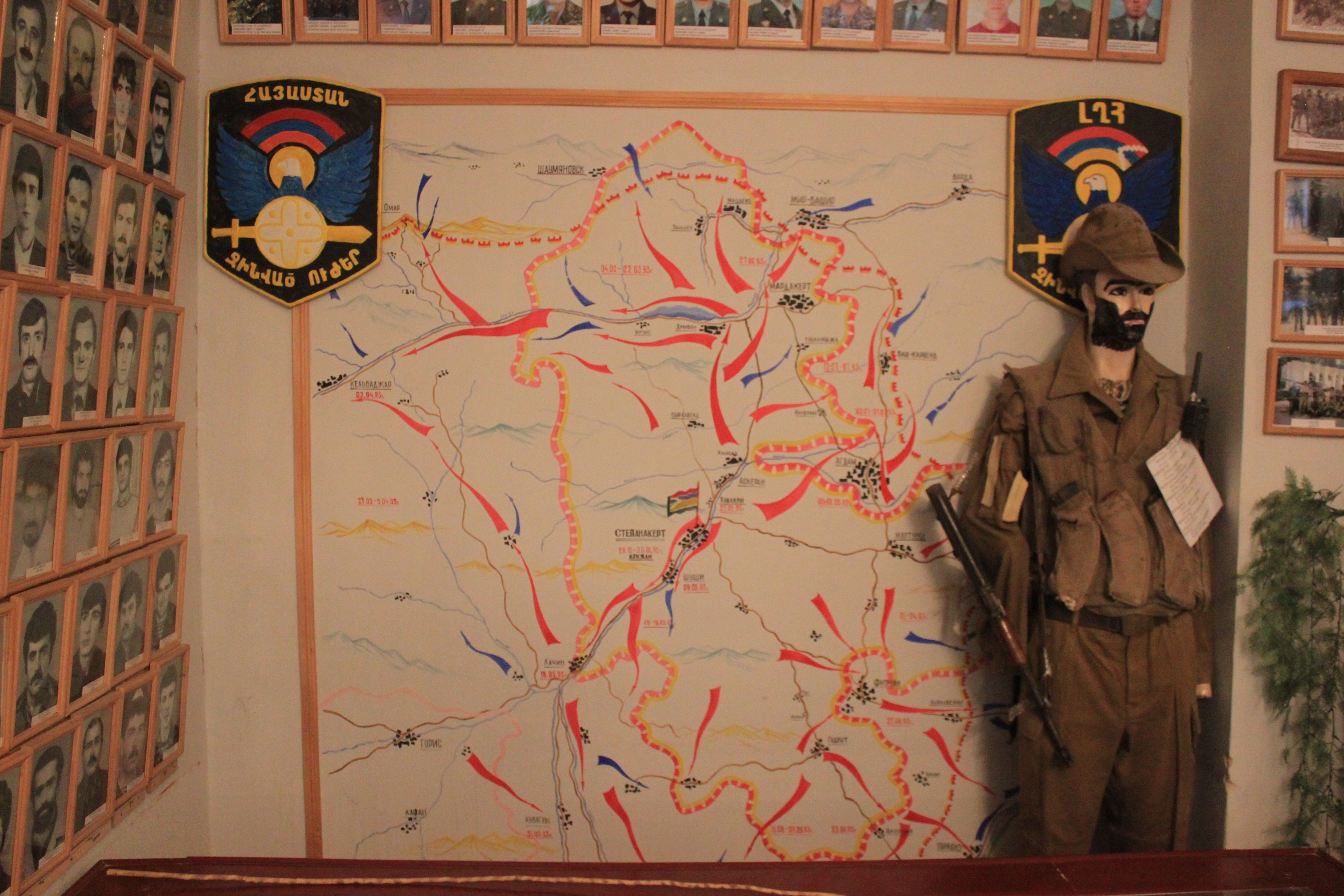
斯捷潘纳克特博物馆关于纳卡战争的描述图

亞美尼亞國內的反阿塞拜疆情緒主要是源於兩國之間關於納戈爾諾-卡拉巴赫的未解決領土衝突。由於領土衝突目前仍未有令人滿意的解決方案，亞美尼亞的民族主義者愈益激進，反阿塞拜疆情緒亦進一步深化。非政府组织人权观察认为沙俄和蘇聯以抨擊某一個民族來鞏固中央統治，這正是兩國衝突的起源。

## 背景
在早期，由於奧斯曼帝國推行反亞美尼亞政策，外高加索的亞美尼亞人視阿塞拜疆人與其平等。1905年8月，有亞美尼亞的民族主義者發表宣言，呼籲從「聖地亞美尼亞」驅逐突厥人，引致暴力事件，造成數百名阿塞拜疆人在舒沙死亡。
納戈爾諾-卡拉巴赫戰爭後，亞美尼亞國內的反阿塞拜疆情緒快速增長，導致該國的阿塞拜疆人受到系統性的騷擾。1988年，第一波亞美尼亞難民潮在巴庫出現；同年，約167,000名阿塞拜疆人和庫爾德人被亞美尼亞蘇維埃社會主義共和國驅逐出境。亞美尼亞的民族主義運動在衝突沒有令人滿意的解決方案下愈益激進，反阿塞拜疆情緒進一步深化，亞美尼亞更出現針對阿塞拜疆人的謀殺和暴力事件，以及小型的邊界衝突。

## 破壞清真寺
1990年，埃里溫一座清真寺被人以推土機推倒，使藍色清真寺成為該城市唯一的清真寺。
探討兩國關係的英國記者托馬斯·德瓦爾認為亞美尼亞的破壞清真寺事件是由「語言學戲法」所推動，因為名詞「阿塞拜疆人」在20世紀前未受到廣泛使用，而阿塞拜疆人當時被稱為韃靼人、突厥人或「穆斯林」；一座建於1760年的清真寺的禮拜者是說突厥語的薩法維王朝什葉派信徒，他們被認為是阿塞拜疆人的祖先。

## 納戈爾諾-卡拉巴赫戰爭期間
繼大量亞美尼亞人在納戈爾諾-卡拉巴赫示威，斯捷潘納克特的阿塞拜疆人於1988年2月12日被驅逐出外；據說，阿塞拜疆在該年不能在斯捷潘納克特的企業工作，亦不能在當地購買麵包和使用公共交通工具。1988年6月7日，阿塞拜疆人被人從亞美尼亞－土耳其邊界附近的城鎮馬西斯驅逐；同年6月20日，亞拉拉特州有五個阿塞拜疆村落遭到清洗。儘管亞美尼亞和阿塞拜疆的政黨經常針對煽動或沒有試圖阻止種族衝突者，他們就此採取的措施在整體上很少。有報導指，以貝魯特為基地的亞美尼亞解放祕密軍曾破壞巴庫。
1993年，由於納戈爾諾-卡拉巴赫的亞美尼亞軍隊佔領了邊界之外的領土，並驅逐當地的阿塞拜疆人，阿塞拜疆境內出現大量流離失所者。

## 納戈爾諾-卡拉巴赫戰爭後

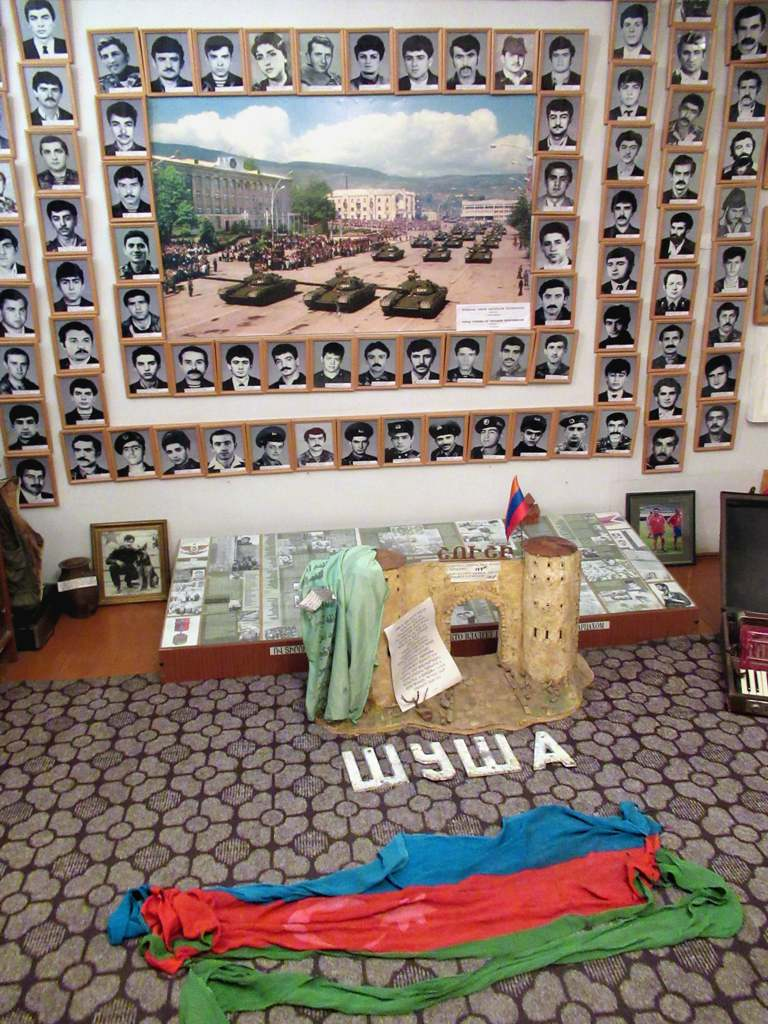
纪念亚美尼亚阵亡士兵的照片下面放有阿塞拜疆国旗供人踩踏

2003年1月16日，時任亞美尼亞總統羅伯特·科恰良指阿塞拜疆人和亞美尼亞人「種族不相容」，而納戈爾諾-卡拉巴赫的亞美尼亞人內的不可能在阿塞拜疆共和國生活。同月30日，時任歐洲議會秘書長沃爾特·施維默指科恰良上述言論「無異於好戰」；歐洲議會主席彼得·席德爾表示希望科恰良「種族不相容」的言論是翻譯不正確，又歐洲議會創立以來從來沒有聽過「種族不相容」。
2010年，有在埃里溫舉行阿塞拜疆電影節的倡議因大民反對而被禁止；2012年4月12日，有提出高加索和平的團體在英美大使館支持下舉行阿塞拜疆短片節，但因場地被抗議者封鎖而取消。
托馬斯·德瓦爾和時任亞美尼亞總統謝爾日·薩爾基相均指戰爭的傷亡被大幅誇大，逃亡的阿塞拜疆人武裝抵抗；薩爾基相又認為戰爭前阿塞拜疆人「認為他們正跟我們（亞美尼亞人）開玩笑」，他們又認為亞美尼亞人不能舉手反對，而亞美尼亞人能夠打破這刻板印象。

## 外部連結
- Armenian-Azeri Mutual Perceptions Project